# کوستول
کوستول (به صربی: Kostol) یک منطقهٔ مسکونی در صربستان است که در کلادووا واقع شده‌است. کوستول ۲۰۰ نفر جمعیت دارد.